# Speeltoestel

Speeltoestellen in een woonwijk

Een speeltoestel is een algemene benaming voor een element in de openbare ruimte, bedoeld voor kinderen om mee te spelen, zoals een schommel, glijbaan, wipwap of een zandbak.
Speeltoestellen zijn al langer bekend maar bevonden zich aanvankelijk vooral in parken of speciale speeltuinen. Pas in de tweede helft van de twintigste eeuw werden ze op grote schaal in de openbare ruimte geplaatst. Toen er door de ontstane welvaart aandacht en geld voor was kwamen er steeds vaker speelperkjes of losse schommels en glijbanen in woonstraten. Er werd ook meer aandacht besteed aan nieuwe ontwerpen voor speeltoestellen. Een bekend voorbeeld is het veertoestel of, minder ambtelijk, de wipkip. Inmiddels gaan de ontwikkelingen verder en zijn er ook interactieve speeltoestellen voor de openbare ruimte. Deze speeltoestellen combineren het positieve van gamen (zoals levels halen en spanning) met actief buiten spelen.
Speeltoestellen voor openbaar gebruik moeten voldoen aan uitgebreide veiligheidseisen. Die hebben niet alleen betrekking op het toestel zelf, maar ook op de ondergrond. Die moet van valdempend matiaal zijn, zoals rubbertegels. Bovendien mogen er geen obstakels direct naast een toestel staan. Ook moeten speeltoestellen voor de openbare ruimte officieel goedgekeurd zijn.